# Esquina (kommunhuvudort i Argentina)
Esquina är en kommunhuvudort i Argentina.   Den ligger i provinsen Corrientes, i den nordöstra delen av landet, 500 km norr om huvudstaden Buenos Aires. Esquina ligger 44 meter över havet och antalet invånare är 26 399.
Terrängen runt Esquina är mycket platt.
Trakten runt Esquina består i huvudsak av gräsmarker. Runt Esquina är det glesbefolkat, med 8 invånare per kvadratkilometer.